# GAARlandia
Grote Antillen-Aves Ridge of GAARlandia is een voormalig schiereiland van Zuid-Amerika in de Caribische Zee tijdens het Paleogeen.

## Geografie
De naam van GAARlandia verwijst naar de delen van dit gebied: de hedendaagse Grote Antillen Cuba, Hispaniola en Puerto Rico die via de Aves Ridge, een landstrook ten westen van de Bovenwindse Eilanden, verbonden waren met noordelijk Zuid-Amerika. GAARlandia bestond tijdens de overgang van het Eoceen naar het Oligoceen, 35 tot 33 miljoen jaar geleden, door een combinatie van tectonisch omhoogkomen van het gebied en wereldwijde daling van de zeespiegel.

## Fauna
Door de verbinding met noordelijk Zuid-Amerika konden dieren en planten zich verspreiden naar de Grote Antillen. Onder meer grondluiaarden, West-Indische apen en stekelvarkenachtigen zoals hutia's en capybara's komen of kwamen op de Grote Antillen voor en hebben een Zuid-Amerikaanse oorsprong.

## Proto-GAARlandia
Proto-GAARlandia is een vermoedelijke voorloper van GAARlandia. In het Laat-Krijt en Vroeg-Paleoceen moet er een landbrug hebben bestaan tussen Noord- en Zuid-Amerika, gezien de komst van zoogdieren behorend tot de Theria in laatstgenoemd continent in deze periode. Een proto-GAARlandia lijkt de beste kandidaat voor deze interamerikaanse landbrug die de First American Biotic Interchange (verwijzend naar de latere Great American Biotic Interchange) mogelijk maakte. Dit proto-GAARlandia werd vermoedelijk gevormd door vulkanische activiteit en het was in tegenstelling tot het daarwerkelijke GAARlandia met zowel Noord- als Zuid-Amerika verbonden. Door het zuidwestwaarts bewegen van de Zuid-Amerikaanse plaat werd de landbrug opgeheven.